# Queen City (Missouri)
Queen City és una població dels Estats Units a l'estat de Missouri. Segons el cens del 2000 tenia 638 habitants.

## Demografia
Segons el cens del 2000, Queen City tenia 638 habitants, 273 habitatges, i 173 famílies. La densitat de població era de 239,2 habitants per km².
Dels 273 habitatges en un 26,7% hi vivien nens de menys de 18 anys, en un 47,6% hi vivien parelles casades, en un 12,5% dones solteres, i en un 36,3% no eren unitats familiars. En el 33,3% dels habitatges hi vivien persones soles el 18,7% de les quals corresponia a persones de 65 anys o més que vivien soles. El nombre mitjà de persones vivint en cada habitatge era de 2,14 i el nombre mitjà de persones que vivien en cada família era de 2,66.
Per edats la població es repartia de la següent manera: un 20,7% tenia menys de 18 anys, un 6,3% entre 18 i 24, un 21,3% entre 25 i 44, un 23,7% de 45 a 60 i un 28,1% 65 anys o més.
L'edat mediana era de 46 anys. Per cada 100 dones de 18 o més anys hi havia 78,2 homes.
La renda mediana per habitatge era de 20.875 $ i la renda mediana per família de 30.703 $. Els homes tenien una renda mediana de 26.250 $ mentre que les dones 18.875 $. La renda per capita de la població era d'11.928 $. Entorn de l'11,3% de les famílies i el 16,4% de la població estaven per davall del llindar de pobresa.

## Poblacions més properes
El següent diagrama mostra les poblacions més properes.